# Ogólnopolski Pracowniczy Związek Zawodowy „Konfederacja Pracy”
Ogólnopolski Pracowniczy Związek Zawodowy Konfederacja Pracy – polski jednolity międzybranżowy związek zawodowy prawnie zarejestrowany 22 lutego 1999 r. Organizacja członkowska Ogólnopolskiego Porozumienia Związków Zawodowych.
Zrzesza głównie pracowników nowych sektorów gospodarki, pracowników firm prywatnych, do tej pory nieuzwiązkowionych – m.in. sektor bankowy, handel wielkopowierzchniowy, usługi.
Związek, poza osobami pracującymi na podstawie umów o pracę, zrzesza także osoby pracujące na podstawie umów cywilno-prawnych, emerytów, osoby bezrobotne.
Obecnym przewodniczącym Zarządu Krajowego OPZZ Konfederacja Pracy jest Michał Lewandowski.